# 浮城谜事
《浮城谜事》（Mystery）是一部在2012年娄烨执导、梅峰编剧的中国剧情片，改编自天涯论坛网友“看着月亮离开”的网络直播贴“看我如何收拾贱男与小三”。2012年10月19日上映，成为娄烨近10年来首部国内公映作品。
此片入围第65届戛纳国际电影节一种关注单元；並入圍第49屆金馬獎最佳劇情片、最佳導演等七个獎項，齊溪以此片獲最佳新演員獎。获得亚洲电影大奖最佳影片。

## 剧情简介
故事以一桩离奇车祸命案为开端，引发出一个情爱秘密事件，进而呈现出一个真实人性的微观世界 （页面存档备份，存于）。

## 演员表
| 演員   | 角色           | 備註 |
| 郝蕾   | 陆洁           | 永照的妻子，生有一个女儿，经营着一家公司，她最终选择与永照离婚 |
| 秦昊   | 乔永照         | 陆洁的丈夫，他不仅有两个老婆以及两个子女，而且还与一些女大学生乱搞一夜情；为了桑琪不再被骚扰和勒索，他最终选择杀死了那名收废品的人（因为那人亲眼看到了桑琪将蚊子推下山坡） |
| 齊溪   | 桑琪/桑海兰    | 永照的另一个事实上的妻子（没注册结婚），她为永照生有一个儿子宇航 |
| 朱亚文 | 秦楓           | 離職警官，女大學生的好友 |
| 祖峰   | 童明松         | 警官 |
| 常方源 | 孙小敏/蚊子    | 年轻活泼的女大学生，她因与永照搞一夜情而被陆洁和桑琪跟踪和追打，后被桑琪推下山坡后，在雨中遭遇富二代驾车撞击不治身亡                                                       |
| 杜妍霖 | 安安           | 陆洁与永照的女儿 |
| 刘翔航 | 宇航（乔家宝） | 桑琪与永照的儿子 |

## 创作
影片取材于网友“看着月亮离开”对丈夫婚外情真实的直播贴《看我如何收拾贱男与小三》，该贴一度十分热门，点击过百万。
本片是娄烨自2006年《颐和园》被禁五年以来，获解禁后首部在中国公映的影片。导演从第一次送审到拿到拍摄许可证一共经历了5个多月长的时间。影片从2011年底开拍，2012年3月上旬完成拍摄，进入后期制作阶段。
中国大陆公映版被广电总局要求删剪掉一些性爱和暴力的镜头。片方最终对一个暴力镜头采取淡出（渐黑）的技术处理，此外不做任何其他修改。

## 奖项
第49屆金馬獎
- 最佳劇情片（提名）
- 最佳導演：婁燁（提名）
- 最佳原著劇本[8]：梅峰、于帆、娄烨（提名）
- 最佳女主角：郝蕾（提名）
- 最佳新演員：齊溪（獲獎）
- 最佳原創電影音樂：裴曼·雅茨达尼安（英语：Peyman Yazdanian）、約翰·約翰森（獲獎）
- 最佳剪輯：Simon Jacquet（提名）

第7届亚洲电影大奖
- 最佳电影（獲獎）
- 最佳編劇：梅峰、于帆、婁燁（獲獎）
- 最佳导演：婁燁（提名）
- 最佳女主角：郝蕾（提名）
- 最佳新人：齊溪（獲獎）

第4屆電影青年手冊「華語十佳」
- 年度十佳影片（獲獎）
- 年度導演：婁燁（獲獎）
- 年度女演員：郝蕾（獲獎）
- 年度新演員：齊溪（獲獎）

第13屆華語電影傳媒大獎
- 最佳女主角：郝蕾（入圍）
- 最佳女配角：齊溪（入圍）
- 最佳新演員：齊溪（獲獎）
- 百家傳媒年度致敬電影人：婁燁（獲獎）